# Micaria cimarron
Espèce
Micaria cimarron est une espèce d'araignées aranéomorphes de la famille des Gnaphosidae.

## Distribution
Cette espèce est endémique du Nouveau-Mexique aux États-Unis,. Elle se rencontre dans le comté de Colfax.

## Description
La femelle holotype mesure 2,72 mm.

## Étymologie
Son nom d'espèce lui a été donné en référence au lieu de sa découverte, le canyon Cimarron.

## Publication originale
- Platnick & Shadab, 1986 : A revision of the American spiders of the genus Micaria (Araneae, Gnaphosidae). American Museum novitates, no 2916, p. 1-64 (texte intégral).